# Estudi de viabilitat
L'Estudi de viabilitat o anàlisi de la viabilitat és l'anàlisi que disposa l'èxit o fracàs d'un projecte a partir d'una sèrie de dades de naturalesa empírica: medi ambient del projecte, rendibilitat, necessitats de mercat, factibilitat política, acceptació cultural, legislació aplicable, medi físic, flux de caixa de l'operació, fent èmfasi en la viabilitat financera i de mercat. És per tant un estudi dirigit a realitzar una projecció de l'èxit o el fracàs d'un projecte.

## Objectiu
Aquestes anàlisis es fan a nivell de direcció tècnica de projecte per posar les bases de presa de decisions executives. Les anàlisis de viabilitat financera poden ser de caràcter previ, simultani o perllongat. Les d'anàlisi prèvia es limiten a l'objecte o essència de la presa de decisions contenint un pronòstic de viabilitat.
Tanmateix, en la majoria dels casos, l'anàlisi és simultani, en ell no només es realitza un pronòstic, sinó que es fa un seguiment del desenvolupament del projecte incloent la proposta i execució de mesures pal·liatives i correctores durant l'execució del projecte. Aquesta fase és a nivell de direcció executiva. En determinats casos l'anàlisi arriba al seguiment del projecte realitzat.